# Oroszlány (district)
Het District Oroszlány (Oroszlányi járás) is een district (Hongaars: járás) in het Hongaarse comitaat Komárom-Esztergom. De hoofdstad is Oroszlány. 

## Plaatsen
- Bokod
- Dad
- Kecskéd
- Kömlőd
- Oroszlány
- Szákszend